# Denny Heck
Dennis Lynn "Denny" Heck, född 29 juli 1952 i Vancouver i delstaten Washington, är en amerikansk demokratisk politiker. Han var ledamot av USA:s representanthus 2013–2021.
Heck utexaminerades 1973 från The Evergreen State College och studerade sedan 1974–1975 vid Portland State University. I kongressvalet 2012 besegrade han republikanen Dick Muri.